# Compagnia del Cigno Nero

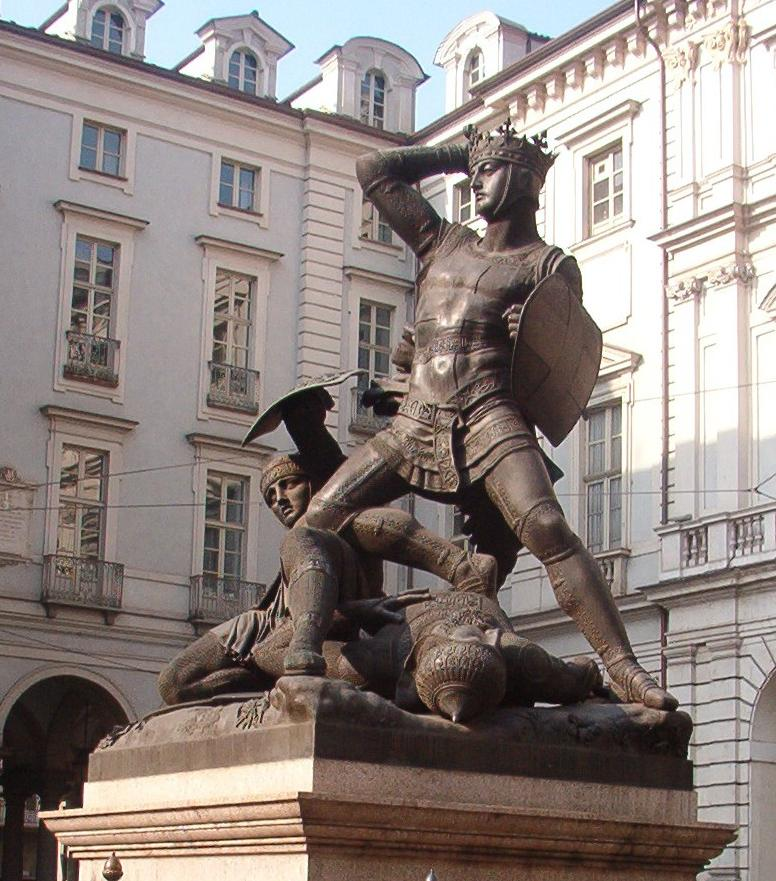
Statua di Amedeo VI di Savoia
Torino

La compagnia del Cigno Nero (indicata storicamente anche come Ordine del Cigno Nero) fu una compagnia cavalleresca creata in Savoia nel XIV secolo.

## Storia
Nel corso del XIV secolo si ha notizia di diverse giostre a tema svolte in Savoia a partire dal 1334: ad esempio nel 1345 i festeggiamenti furono detti «della Tavola Rotonda» (in festo stabule rotonde) e allo stesso modo i partecipanti alla giostra si indicarono come membri della Tavola Rotonda.
La compagnia del Cigno Nero venne istituita tra il 1348 e il 1350 tra 14 cavalieri, comprendenti Amedeo VI di Savoia, Amedeo III di Ginevra e Galeazzo II Visconti e vari ufficiali e gentiluomini della Savoia. Varie fonti considerano la data del settembre 1350 per la presenza dei tre signori in occasione delle nozze di Bianca di Savoia (sorella di Amedeo VI) con Galeazzo II Visconti, signore di Milano.
Nel 1798 Gaetano Galli della Loggia escluse esplicitamente la compagnia dagli ordini cavallereschi, mentre Giuseppe Vernazza nel 1813 fu il primo a considerarla come tale, influenzando numerose pubblicazioni ottocentesche e facendola collegare all'istituzione dell'Ordine supremo della Santissima Annunziata.
La durata della compagnia fu molto limitata, anche per il sostegno di Amedeo III di Ginevra al re di Francia, in contrasto con Amedeo VI di Savoia. Nella giostra del 1353 a Bourg-en-Bresse Amedeo VI e i compagni divennero «cavalieri verdi» (Amedeo VI mantenne in seguito il colore per le proprie insegne e fu noto come Conte Verde) e poi nel 1364 divennero cavalieri «del collare».

## Insegna
L'insegna della compagnia era costituita da un emblema d'argento raffigurante un cigno nero beccato di rosso.